# XXIII Universiade invernale
La XXIII Universiade invernale si è svolta a Torino e in altri cinque comuni delle Valli olimpiche, in Italia, dal 17 al 27 gennaio 2007. La città sabauda aveva già ospitato la prima e la sesta edizione delle Universiadi estive, rispettivamente nel 1959 e nel 1970, nonché una delle due cerimonie inaugurali e le gare di hockey su ghiaccio e di pattinaggio artistico della IV Universiade invernale di Sestriere 1966.

## Candidatura
La candidatura torinese è stata avanzata da CUSI, CUS Torino, Università e Politecnico, insieme alla Regione Piemonte, alla Provincia e al Comune di Torino.
Il capoluogo piemontese ha battuto la concorrenza di Nagano (Giappone). L'elezione è avvenuta il 14 gennaio 2003, a due giorni dall'apertura della XXI Universiade invernale di Tarvisio.

## Programma
L'Universiade torinese ha organizzato competizioni nei seguenti sport:
- Biathlon
- Combinata nordica
- Curling
- Hockey su ghiaccio
- Pattinaggio di figura
- Pattinaggio di velocità
- Salto con gli sci
- Sci alpino
- Sci di fondo
- Short track
- Snowboard

I collegamenti soprastanti rinviano alle pagine di approfondimento sui risultati di ogni singola disciplina sportiva.

### Paesi partecipanti
La XXIII Universiade invernale ha visto la partecipazione di 48 delegazioni nazionali. Alcune di esse hanno portato un solo atleta alle competizioni, come la Danimarca, la Thailandia, il Liechtenstein e la Macedonia. La delegazione russa è stata la più numerosa con 159 atleti, seguita da quella italiana con 135
| Americhe | Americhe                                                                                        | Americhe                                                                                         | Americhe                                                                          |
| --- | ----------------------------------------------------------------------------------------------- | ------------------------------------------------------------------------------------------------ | --------------------------------------------------------------------------------- |
| - Brasile | - Canada                                                                                        | - Cile                                                                                           | - Stati Uniti                                                                     |
| Asia |                                                                                                 |                                                                                                  |                                                                                   |
| - Cina - Libano                                                                                               | - Giappone - Kazakistan                                                                         | - Corea del Sud - Thailandia                                                                     | - Taipei cinese                                                                   |
| Europa |                                                                                                 |                                                                                                  |                                                                                   |
| - Austria - Belgio - Bosnia ed Erzegovina - Bielorussia - Bulgaria - Croazia - Rep. Ceca - Danimarca - Spagna | - Estonia - Finlandia - Francia - Regno Unito - Georgia - Germania - Grecia - Ungheria - Italia | - Lettonia - Liechtenstein - Lituania - Macedonia - Paesi Bassi - Polonia - Romania - San Marino | - Russia - Slovenia - Serbia - Svizzera - Slovacchia - Svezia - Turchia - Ucraina |
| Oceania |                                                                                                 |                                                                                                  |                                                                                   |
| - Australia                                                                                                   | - Nuova Zelanda                                                                                 |                                                                                                  |                                                                                   |

## Impianti
Per la XXIII Universiade invernale vennero utilizzati i seguenti impianti. La capacità dell'impianto è riferita al periodo dei giochi.
| Impianto                     | Comune          | Sport                                                          | Capienza | Immagine |
| ---------------------------- | --------------- | -------------------------------------------------------------- | -------- | -------- |
| Centro Olimpico Biathlon     | Cesana Torinese | Biathlon                                                       | 4.700    |          |
| Oval Lingotto                | Torino          | Pattinaggio di velocità                                        | 8.250    |          |
| Palaghiaccio Olimpico        | Torre Pellice   | Hockey su ghiaccio                                             | 2.370    |          |
| Palasport Olimpico           | Torino          | Cerimonia di apertura Cerimonia di chiusura Hockey su ghiaccio | 12.500   |          |
| Palasport Tazzoli            | Torino          | Hockey su ghiaccio                                             | 2.290    |          |
| PalaVela                     | Torino          | Pattinaggio di figura Short track                              | 8.000    |          |
| Pista Colomion               | Bardonecchia    | Sci alpino                                                     | -        |          |
| Pista Jafferau               | Bardonecchia    | Sci alpino                                                     | -        |          |
| Pragelato Plan               | Pragelato       | Sci di fondo Combinata nordica                                 | 5.400    |          |
| Snowpark Olimpico            | Bardonecchia    | Snowboard                                                      | 6.763    |          |
| Stadio del Trampolino        | Pragelato       | Salto con gli sci Combinata nordica                            | 2.000    |          |
| Stadio Olimpico del ghiaccio | Pinerolo        | Curling                                                        | 2.000    |          |

### Cerimonia di apertura
La cerimonia di apertura si è svolta il 17 gennaio al Palasport Olimpico, con uno spettacolo scritto e diretto da Roberto Petrolini e Paolo Gep Cucco, prodotto da Corrado Camilla con l'esibizione di Arturo Brachetti e dei Negrita. I giochi sono stati dichiarati ufficialmente aperti da George Killian.

### Piazza Vittorio
Piazza Vittorio Veneto, che ha ospitato il braciere della manifestazione, durante l'evento sportivo è stata teatro di dieci concerti serali gratuiti nell'ambito della rassegna Crazy Live Music.

## Medagliere
Paese ospitante
| Pos.   | Paese         | Oro | Argento | Bronzo | Totale |
| ------ | ------------- | --- | ------- | ------ | ------ |
| 1      | Corea del Sud | 10  | 12      | 10     | 32     |
| 2      | Russia        | 9   | 14      | 12     | 35     |
| 3      | Italia        | 9   | 2       | 5      | 16     |
| 4      | Bielorussia   | 8   | 2       | 4      | 14     |
| 5      | Polonia       | 7   | 2       | 3      | 12     |
| 6      | Rep. Ceca     | 4   | 4       | 1      | 9      |
| 7      | Cina          | 3   | 6       | 6      | 15     |
| 8      | Giappone      | 3   | 5       | 5      | 13     |
| 9      | Paesi Bassi   | 3   | 1       | 2      | 6      |
| 10     | Ucraina       | 2   | 8       | 6      | 15     |
| 11     | Francia       | 2   | 2       | 2      | 6      |
| 12     | Kazakistan    | 2   | 1       | 2      | 5      |
| 13     | Canada        | 2   | 1       | 1      | 4      |
| 14     | Slovenia      | 1   | 5       | 4      | 10     |
| 15     | Stati Uniti   | 1   | 1       | 3      | 5      |
| 16     | Svezia        | 1   | 0       | 2      | 3      |
| 17     | Slovacchia    | 0   | 2       | 0      | 2      |
| 18     | Finlandia     | 0   | 1       | 1      | 2      |
| 19     | Regno Unito   | 0   | 1       | 0      | 1      |
| 19     | Germania      | 0   | 1       | 0      | 1      |
| 21     | Estonia       | 0   | 0       | 1      | 1      |
| 21     | Liechtenstein | 0   | 0       | 1      | 1      |
| 21     | Svizzera      | 0   | 0       | 1      | 1      |
| Totale | Totale        | 71  | 71      | 71     | 213    |

## Comitato organizzatore
Il comitato organizzatore è stato presieduto da Giovanna Capellano Nebiolo, vedova di Primo Nebiolo, il fondatore delle Universiadi.

## Immagine dei giochi

### Mascotte
La mascotte delle Universiadi di Torino era Crazy, il dahu. Questo animale di fantasia, caratterizzato dall'avere due gambe più corte per meglio adattarsi ai pendii montani, è stato scelto in quanto ben rappresentava lo spirito un po' folle delle Universiadi.

### Torcia
La torcia dell'Universiade, disegnata da Giorgetto Giugiaro, ha iniziato il suo viaggio a Torino il 9 dicembre e ha attraversato 19 città italiane sede di università per tornare a Torino il 17 gennaio. Il primo tedoforo è stato Maurizio Damilano, campione olimpico a Mosca 1980 e vincitore dell'Universiade 1981, l'ultimo Livio Berruti, vincitore della I Universiade (Torino 1959) e della XVII Olimpiade (Roma 1960).

### Slogan
Lo slogan delle Universiadi torinesi è stato CRAZY 4 U. Questo motto, proposto nella forma linguistica degli sms, intende comunicare:
- la pazzia, nel senso più brioso del termine, da associarsi alla gioia di vivere e alla festa, al divertimento e alla passione dei giovani;
- 4, le edizioni delle Universiadi svoltesi in Italia, ma anche l'abbreviazione dell'inglese for, ovvero per, in una forma di comunicazione moderna e giovane;
- U, nel senso di Universiade e Università, ma anche Universalità dei valori dello sport; inoltre è l'abbreviazione dell'inglese you, tu, a indicare che chiunque legga può essere coinvolto e sentirsi protagonista dello spirito delle Universiadi.

## Parauniversiade
In contemporanea con le Universiadi si svolse a Torino anche l'edizione sperimentale delle Parauniversiadi, col fine di aprire la competizione universitaria agli atleti disabili.